# Phổ điện từ

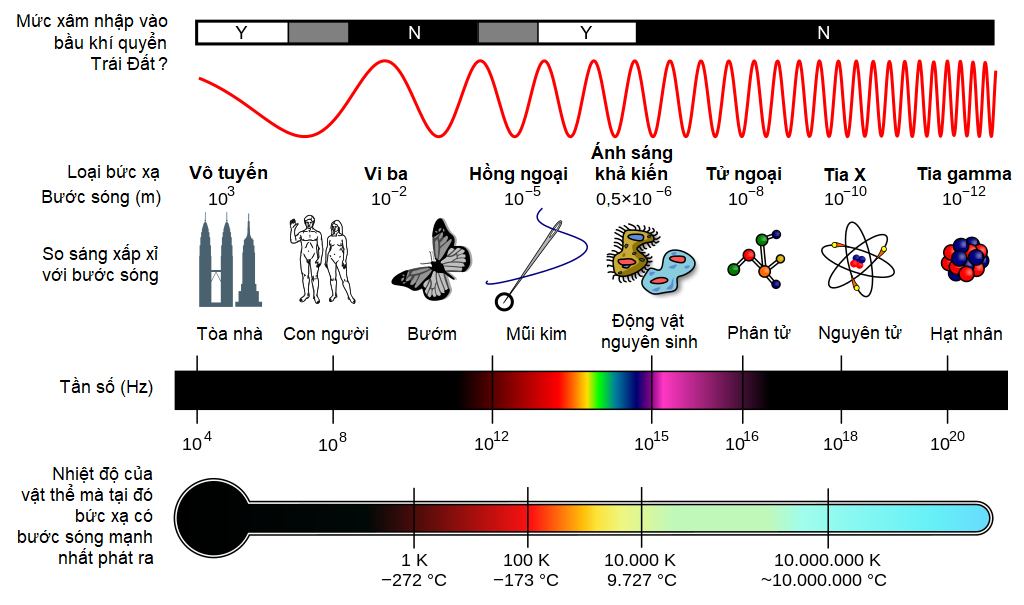
Biểu đồ phổ điện từ, chỉ ra các thuộc tính khác nhau trên dải tần số và bước sóng khác nhau

Phổ điện từ, hay còn được gọi là quang phổ, là dải tất cả các tần số có thể có của bức xạ điện từ. "Phổ điện từ" của một đối tượng là phân bố đặc trưng của bức xạ điện từ phát ra hoặc hấp thụ bởi các đối tượng cụ thể.
Phổ điện từ kéo dài từ tần số thấp dùng cho liên lạc vô tuyến hiện đại tới bức xạ gamma ở cuối bước sóng ngắn (tần số cao), do đó phổ điện từ bao phủ các bước sóng từ hàng ngàn km đến một phần kích cỡ của một nguyên tử. Lý do cho điều này là vì phổ điện từ được nghiên cứu rất nhiều dùng cho kính quang phổ dùng để phân tích vật chất. Giới hạn của bước sóng dài là kích thước của bản thân vũ trụ, trong khi giới hạn của bước sóng ngắn là trong vùng lân cận của độ dài Planck, mặc dù về nguyên tắc phổ là vô hạn và liên tục.

Chú thích

| γ= Tia gamma           | MIR= Giữa hồng ngoại   | HF= Tần số cao          |
| HX= Tia X cứng         | FIR= Hồng ngoại xa     | MF= Tần số trung bình   |
| SX= Tia X mềm          | Sóng vô tuyến          | LF= Tần số thấp         |
| EUV= Tử ngoại cực ngắn | EHF= Tần số cực kỳ cao | VLF= Tần số rất thấp    |
| NUV= Tử ngoại gần      | SHF= Tần số siêu cao   | VF/ULF= Tần số âm thanh |
| Ánh sáng               | UHF= Tần số cực cao    | SLF= Tần số siêu thấp   |
| NIR= Hồng ngoại gần    | VHF= Tần số rất cao    | ELF= Tần số cực kỳ thấp |
|                        |                        | Freq=Tần số             |

## Lịch sử
Trong lịch sử, ánh sáng chỉ được biết đến là một phần của phổ điện từ. Người Hy Lạp cổ đại công nhận ánh sáng truyền theo đường thẳng và nghiên cứu một số thuộc tính của nó, bao gồm cả phản xạ và khúc xạ. Qua nhiều năm nghiên cứu liên tục về ánh sáng và trong thế kỷ 16, 17 đã có những lý thuyết mâu thuẫn coi ánh sáng có tính chất sóng hay hạt. Ánh sáng lần đầu tiên được liên kết với điện từ vào năm 1845 khi Michael Faraday nhận thấy ánh sáng phản ứng với từ trường. Phát hiện đầu tiên về tính chất sóng điện từ của ánh sáng là vào năm 1800, khi William Herschel phát hiện ra ánh sáng hồng ngoại. Ông đã nghiên cứu nhiệt độ màu sắc khác nhau bằng cách di chuyển một nhiệt kế qua ánh sáng bị chia qua một lăng kính. Ông nhận thấy rằng nhiệt độ cao nhất là khi vượt quá màu đỏ. Ông đưa ra giả thuyết có 'ánh sáng' mà mắt người không thể nhìn thấy. Năm 1801, Johann Ritter nghiên cứu ở phía đầu kia của quang phổ và thấy rằng có 'các tia hóa học' cũng có hành vi tương tự, nhưng xa hơn nữa, tia sáng có thể nhìn thấy màu cực tím. Sau đó họ đổi tên thành bức xạ cực tím. Trong thập niên 1860 James Maxwell nghiên cứu trường điện từ và phát hiện chúng truyền ở gần vận tốc ánh sáng. Ông đã đưa ra 4 phương trình vi phân để giải thích mối tương quan này. Những phương trình này dự đoán nhiều tần số của sóng điện từ truyền với vận tốc ánh sáng. Để chứng minh các phương trình của Maxwell, năm 1886 Heinrich Hertz đã chế tạo một cỗ máy để tạo và phát hiện sóng vô tuyến. Ông có thể quan sát thấy chúng truyền ở vận tốc ánh sáng và có thể bị phản xạ và khúc xạ. Trong một thí nghiệm sau đó, ông đã tạo ra và đo được vi sóng. Những sóng mới này đã mở đường cho các phát minh như điện báo không dây và vô tuyến. Năm 1895 Wilhelm Röntgen phát hiện một loại bức xạ mới khi đang làm một thí nghiệm. Ông gọi đó tia X và nhận thấy chúng có thể truyền xuyên qua cơ thể người, nhưng lại bị các vật chất đặc phản xạ, ví dụ như xương. Sau này tia X được ứng dụng rất nhiều trong lĩnh vực y học. Phần cuối cùng của phổ điện từ được điền đầy với việc phát hiện ra tia gamma. Năm 1900 Paul Villard nghiên cứu phóng xạ. Đầu tiên ông nghĩ rằng chúng là các hạt tương tự như các hạt alpha và beta. Tuy nhiên, năm 1910 Ernest Rutherford đo bước sóng của chúng và thấy rằng chúng là sóng điện từ.

## Dải phổ
Sóng điện từ thường được mô tả bởi ba tính chất vật lý bất kỳ sau: tần số f, bước sóng λ, hoặc năng lượng photon E. Dải tần số từ 24×1023 Hz (1 GeV tia gamma) xuống tần số plasma cục bộ của môi trường giữa các nguyên tử bị ion hóa (~1 kHz). Bước sóng tỉ lệ nghịch với tần số, do đó tia gamma có bước sóng rất ngắn là phân số của kích thước nguyên tử, trong khi các bước sóng có thể dài bằng vũ trụ. Năng lượng photon tỉ lệ thuận với tần số sóng, do đó tia gamma có năng lượng cao nhất (khoảng một tỉ electronvolt) và sóng vô tuyến có năng lượng rất thấp (khoảng một femtô electronvolt). Các mối quan hệ được minh họa bằng các phương trình sau:
{\displaystyle f={\frac {c}{\lambda }},\quad {\text{or}}\quad f={\frac {E}{h}},\quad {\text{or}}\quad E={\frac {hc}{\lambda }},}
ở đây:
- c = 299792458 m/s là vận tốc ánh sáng trong chân không
- h = 662606896(33)×10−34 J s = 413566733(10)×10−15 eV s là hằng số Planck.[7]

Bất cứ khi nào sóng điện từ tồn tại trong một môi trường vật chất, thì bước sóng của chúng sẽ giảm. Bước sóng của bức xạ điện từ, không bị ảnh hưởng bởi môi trường mà chúng truyền qua, thường được trích dẫn về mặt bước sóng chân không, mặc dù điều này không phải lực nào cũng quy định rõ ràng.
Nói chung, bức xạ điện từ được phân loại thành các bước sóng với: sóng vô tuyến, vi ba, bức xạ terahertz (hay dưới mm), hồng ngoại, vùng ánh sáng nhìn thấy, cực tím, tia X và tia gamma. Việc bức xạ EM phụ thuộc vào bước sóng của nó. Khi bức xạ EM tương tác với một nguyên tử và phân tử, hành vi của nó cũng phụ thuộc vào năng lượng trên mỗi lượng tử (photon) mà nó mang theo.
Quang phổ có thể phát hiện một vùng lớn phổ EM hơn dải ánh sáng nhìn thấy từ 400 nm đến 700 nm. Một phòng thí nghiệm quang phổ thông thường có thể phát hiện bước sóng từ 2 nm tới 2500 nm. Thông tin chi tiết về tính chất vật lý của đối tượng, khí hay thậm chí ngôi sao cũng có thể thu được nhờ loại thiết bị này. Kính quang phổ được dùng rộng rãi trong vật lý học thiên thể. Ví dụ, rất nhiều nguyên tử hydro phát ra một photon sóng vô tuyến có bước sóng 21,12 cm. Ngoài ra, tần số 30 Hz và thấp hơn có thể tạo ra và rất quan trọng trong nghiên cứu các sao tinh vân nhất định và tần số cao như 29×1027 Hz đã được phát hiện từ các nguồn vật lý thiên văn.

## Cơ sở lý luận
Bức xạ điện từ tương tác với vật chất theo những cách khác nhau trong các phần khác nhau của phổ. Các kiểu tương tác có thể khác nhau mà nó có vẻ là hợp lý để tham chiếu tới các kiểu bức xạ khác nhau. Đồng thời, có một sự liên tục gồm tất cả các "loại khác nhau" của bức xạ điện từ. Vì vậy chúng ta xem xét phổ, nhưng phân chia dựa trên sự tương tác với vật chất khác nhau.
| Vùng phổ                 | Tương tác chính với vật chất |
| ------------------------ | --- |
| Vô tuyến                 | Tập hợp dao động của các sóng mang trong khối lượng lớn vật chất (dao động plasma). Một ví dụ là dao động của các điện tử trong một anten.                     |
| Vi ba tới hồng ngoại xa  | Dao động plasma, quay phân tử |
| Cận hồng ngoại           | Chuyển động phân tử, dao động plasma (chỉ trong kim loại) |
| Ánh sáng nhìn thấy       | Kích thích phân tử electron (gồm cả các phân tử sắc tốc được tìm thấy trong võng mạc của người), dao động plasma (chỉ trong kim loại)                          |
| Tia cực tím              | Kích thích các điện tử hóa trị của nguyên tử và phân tử, gồm cả sự đẩy điện tử ra (hiệu ứng quang điện)                                                        |
| Tia X                    | Kích thích và đẩy các điện tử lõi nguyên tử ra ngoài, hiệu ứng Compton (cho hạ nguyên tử)                                                                      |
| Tia gamma                | Phóng năng lượng của các điện tử lõi trong các nguyên tổ nặng, hiệu ứng Compton (cho tất cả nguyên tử), kích thích hạt nhân nguyên tử, gồm cả phân ly hạt nhân |
| Tia gamma năng lượng cao | Tạo ra cặp hạt-phản hạt. Ở mức năng lượng rất cao, một photon có thể tạo ra một trận mưa các hạt và phản hạt năng lượng cao khi tương tác với vật chất.        |

## Các kiểu bức xạ

Phổ điện từ

Các kiểu bức xạ điện từ được sắp xếp thành các lớp sau:
| Tên                | Bước sóng        | Tần số (Hz)       | Năng lượng photon (eV) |
| ------------------ | ---------------- | ----------------- | ---------------------- |
| Tia gamma          | ≤ 0,01 nm        | ≥ 30 EHz          | 124 keV - 300+ GeV     |
| Tia X              | 0,01 nm - 10 nm  | 30 EHz - 30 PHz   | 124 eV - 124 keV       |
| Tia tử ngoại       | 10 nm - 380 nm   | 30 PHz - 790 THz  | 3.3 eV - 124 eV        |
| Ánh sáng nhìn thấy | 380 nm-760 nm    | 790 THz - 430 THz | 1.7 eV - 3.3 eV        |
| Tia hồng ngoại     | 760 nm - 1 mm    | 430 THz - 300 GHz | 1.24 meV - 1.7 eV      |
| Vi ba              | 1 mm - 1 met     | 300 GHz - 300 MHz | 1.7 eV - 1.24 meV      |
| Radio              | 1 mm - 100000 km | 300 GHz - 3 Hz    | 12.4 feV - 1.24 meV    |

Sự phân loại này theo thứ tự tăng dần của bước sóng, đó là đặc trưng của kiểu bức xạ. Trong khi đó nói chung, điểu đồ phân loại là chính xác, trong thực tế thường có một số chồng chéo giữa các kiểu năng lượng điện từ lân cận. Ví dụ, sóng vô tuyến SLF ở tần số 60 Hz có thể thu được và nghiên cứu bởi các nhà thiên văn học, hoặc có thể đưa vào dây như dòng điện. Phân biệt tia X và tia gamma dựa vào nguồn bức xạ: tia gamma được tạo ra từ sự phân rã hạt nhân hoặc hạt nhân khác và các quá trình hạt/dưới hạt nhân, trong khi tia X được tạo bởi quá trình chuyển đổi điện tử liên quan đến các electron bên trong nguyên tử có năng lượng cao. Nói chung, chuyển đổi hạt nhân có nhiều năng lượng hơn chuyển đổi điện tử, tia gamma có nhiều năng lượng hơn tia X, nhưng có những trường hợp ngoại lệ vẫn tồn tại. Bằng cách tương tự với chuyển đổi điện tử, chuyển đổi hạt nhân ngoại lai cũng tạo ra tia X, dù năng lượng của chúng có thể vượt quá 6 mêga electronvôn (0,96 pJ), trong khi nhiều chuyển đổi hạt nhân khác (77 chuyển đổi có năng lượng 10 keV (1,6 fJ)) lại có năng lượng thấp (ví dụ chuyển đổi hạt nhân của thorium-229 sinh ra năng lượng là 7,6 eV (1,22 aJ)) và năng lượng ít hơn 1 triệu lần so với tia X ngoại lai, các photon phát ra vẫn được gọi là tia gamma do nguồn gốc hạt nhân của chúng.
Ngoài ra các vùng quang phổ của bức xạ điện từ cụ thể phụ thuộc hệ quy chiếu (do hiệu ứng Doppler đối với ánh sáng), nên bức xạ EM mà một quan sát nằm trong một vùng của quang phổ có thể xuất hiện tới một quan sát chuyển động với một phần đáng kể vận tốc ánh sáng đối với quan sát đầu tiên cũng là một phần khác của quang phổ. Ví dụ, hãy xem xét bức xạ phông vi sóng vũ trụ. Nó được tạo ra khi vật chất và bức xạ tách riêng, bằng cách kích thích nguyên tử hydro tới trạng thái cơ bản. Những photon từ chuyển đổi chuỗi Lyman, được đặt trong phần tia cực tím (UV) của phổ điện từ. Bây giờ bức xạ này đi qua đủ dịch chuyển đỏ vũ trụ để đưa nó vào vùng vi ba của quan phổ, rồi quan sát chuyển động chậm (so với vận tốc ánh sáng) đối với vũ trụ. Tuy nhiên, với các hạt chuyển động cận vận tốc ánh sáng, bức xạ này sẽ có chuyển dịch xanh trong phần còn lại. Các proton tia vũ trụ năng lượng cao nhất di chuyển như vậy, trong phần còn lại của hệ quy chiếu, bức xạ này được dịch chuyển xanh thành tia gamma năng lượng cao, tương tác với proton để tạo ra cặp ràng buộc quark-phản quark (pion). Đây là giới hạn GZK.

### Tần số vô tuyến
Sóng vô tuyến thường dùng các anten có kích thước thích hợp (nguyên nguyên tắc cộng hướng), với bước sóng khác nhau, từ hàng trăm mét tới khoảng 1 mm. Chúng được dùng để truyền dữ liệu, qua điều chế. Truyền hình, điện thoại di động, mạng không dây và vô tuyến nghiệp dư đều dùng sóng vô tuyến. Việc dùng phổ vô tuyến được quy định bởi các chính phủ thông qua việc phân bổ tần số.
Sóng vô tuyến có thể được tạo ra để mang thông tin bằng cách thay đổi một sự kết hợp của biên độ, tần số và pha của sóng với một dải tần số. Khi bức xạ EM có tác động tới một dây dẫn, nó ghép thành cặp với dây dẫn, truyền đi cùng dây dẫn và gây ra một dòng điện cảm ứng trên bề mặt của dây dẫn đó bằng cách kích thích các điện tử của vật liệu dây dẫn. Hiệu ứng này được sử dụng trong các anten (hiệu ứng bề mặt).

### Vi ba

Hệ số truyền khí quyển Trái Đất (hay độ chắn) với các bước sóng khác nhau của bức xạ điện từ.

Tần số siêu cao (SHF) và tần số cực kỳ cao (EHF) của vi ba nằm phía sau sóng vô tuyến. Vi ba là sóng thường là ngắn để để sử dụng các ống dẫn sóng kim loại hình ống có đường kính hợp lý. Năng lượng vi ba được tạo ra với các đèn klystron và magnetron, và bằng điốt bán dẫn như các điốt Gunn và IMPATT. Vi ba được hấp thụ bởi các phân tử có mô-men lưỡng cực trong chất lỏng. Trong một số lò vi sóng, hiệu ứng này giúp cho thức ăn nóng lên. Bức xạ vi ba cường độ thấp dùng trong Wi-Fi.

### Bức xạ terahertz
Bức xạ terahertz là một vùng của phổ giữa vi ba và hồng ngoại xa. Cho đến gần đây, những nghiên cứu về bức xạ này mới được thực hiện nhiều, ứng dụng cho hình ảnh và thông tin liên lạc. Các nhà khoa học đã ứng dụng công nghệ terahertz cho quân đội, sóng tần số cao được dùng để vô hiệu hóa thiết bị điện tử của đối phương.

### Bức xạ hồng ngoại
Phần hồng ngoại của phổ điện từ nằm trong dải tần 300 GHz (1 mm) tới 400 THz (750 nm). Nó có thể được chia thành 3 phần nhỏ:
- Hồng ngoại xa, từ 300 GHz (1 mm) tới 30 THz (10 μm). Phần thấp hơn của dải tần này có thể được gọi là vi ba. Bức xạ này thường bị hấp thụ bởi chế độ quay trong các phân tử khí, chuyển động phân tử trong chất lỏng và bởi phonon trong chất rắn. Nước trong khí quyển Trái Đất cũng hất thụ rất mạnh dải tần này. Tuy nhiên vẫn có một vài bước sóng nhất định trong dải tần này dùng cho thiên văn học. Dải bước sóng khoảng 200 μm tới vài mm thường được gọi là hạ-mm trong thiên văn học, nên hồng ngoại xa được đặt vào bước sóng dưới 200 μm.
- Hồng ngoại giữa, từ 30 tới 120 THz (10 tới 2,5 μm). Các vật thể nóng (bức xạ vật thể đen) có thể bức xạ mạnh trong dải tần này. Nó bị hấp thụ bởi các dao động phân tử.
- Hồng ngoại gần, từ 120 tới 400 THz (2.500 tới 750 nm). Quá trình vật lý có liên quan cho dải tần này tương tự như ánh sáng nhìn thấy.

### Bức xạ nhìn thấy (ánh sáng)
Trên tần số hồng ngoại là ánh sáng nhìn thấy được. Đây là dải tần mà mặt trời và các ngôi sao khác phát ra bức xạ của húng và quang phổ và mắt người nhạy cảm nhất. Ánh sáng nhìn thấy được (và ánh sạng cận hồng ngoại) thường bị hấp thụ và phát ra bởi các điện tử trong phân tử và nguyên tử di chuyển từ một mức năng lượng này sang mức năng lượng khác. Ánh sáng nhìn thấy với mắt của chúng ta thực sự là một phần rất nhỏ của phổ điện từ. Một cầu vồng cho thấy phần nhìn thấy được của phổ điện từ; tia hồng ngoại nằm ở ngay dưới màu đỏ còn tia cực tím nằm ở ngoài màu tím.

### Ánh sáng cực tím

Số lượng thâm nhập của tia UV liên quan tới độ cao của tầng ozone của Trái Đất

Tiếp theo trong dải tần số là tia cực tím (UV). Bức sóng của tia UV ngắn hơn so với màu tim trong phổ nhìn thấy được nhưng dài hơn nhiều so với tia X.

### Tia X
Sau UV là tới tia X, giống như dải trên của UV, nó cũng có tính ion hóa. Tuy nhiên, do năng lượng cao hơn, tia X có thể tác động tới vật chất nhờ hiệu ứng Compton.

### Tia gamma
Tia gamma nằm sau tia X, do Paul Villard phát hiện vào năm 1900. Đây là các hạt photon nhiều năng lượng nhất. Dùng nhiều trong thiên văn học.

## Tha m khảo
1. ↑  "Imagine the Universe! Dictionary". Bản gốc lưu trữ ngày 4 tháng 2 năm 2015. Truy cập ngày 29 tháng 6 năm 2012.
2. 1 2 3 4 5  Mehta, Akul. "Introduction to the Electromagnetic Spectrum and Spectroscopy". Pharmaxchange.info. Truy cập ngày 8 tháng 11 năm 2011.
3. ↑  U. A. Bakshi, A. P. Godse (2009). Basic Electronics Engineering. Technical Publications. tr. 8–10. ISBN 978-81-8431-580-6. Truy cập ngày 16 tháng 10 năm 2011.[liên kết hỏng]
4. ↑  What is Light? Lưu trữ ngày 5 tháng 12 năm 2013 tại Wayback Machine – UC Davis lecture slides
5. ↑  Glenn Elert. "The Electromagnetic Spectrum, The Physics Hypertextbook". Hypertextbook.com. Truy cập ngày 16 tháng 10 năm 2010.
6. ↑  "Definition of frequency bands on". Vlf.it. Truy cập ngày 16 tháng 10 năm 2010.
7. ↑  Mohr, Peter J.; Taylor, Barry N.; Newell, David B. (2008). "CODATA Recommended Values of the Fundamental Physical Constants: 2006" (PDF). Reviews of Modern Physics. 80 (2): 633–730. arXiv:0801.0028. Bibcode:2008RvMP...80..633M. doi:10.1103/RevModPhys.80.633. Bản gốc (PDF) lưu trữ ngày 1 tháng 10 năm 2017.
Direct link to value.
8. ↑  J. J. Condon and S. M. Ransom. "Essential Radio Astronomy: Pulsar Properties". National Radio Astronomy Observatory. Bản gốc lưu trữ ngày 4 tháng 5 năm 2011. Truy cập ngày 5 tháng 1 năm 2008.
9. ↑  A. A. Abdo; và đồng nghiệp (2007). "Discovery of TeV Gamma-Ray Emission from the Cygnus Region of the Galaxy". The Astrophysical Journal Letters. Quyển 658. tr. L33. arXiv:astro-ph/0611691. Bibcode:2007ApJ...658L..33A. doi:10.1086/513696.
10. ↑  Haynes, William M., biên tập (2011). CRC Handbook of Chemistry and Physics (ấn bản thứ 92). CRC Press. tr. 10.233. ISBN 1-4398-5511-0.
11. ↑  The Feynman Lectures on Physics, Vol.1. USA: Addison-Wesley. 1963. tr. 2–5. ISBN 0-201-02116-1. {{Chú thích sách}}: Đã bỏ qua tham số không rõ |authors= (trợ giúp)
12. ↑  Handbook of Radioactivity Analysis. Academic Press. 2003. tr. 58. ISBN 0-12-436603-1. {{Chú thích sách}}: Đã bỏ qua tham số không rõ |authors= (trợ giúp)
13. ↑  Astroparticle Physics. Springer. 2005. tr. 109. ISBN 3-540-25312-2. {{Chú thích sách}}: Đã bỏ qua tham số không rõ |authors= (trợ giúp)
14. ↑  Corrections to muonic X-rays and a possible proton halo slac-pub-0335 (1967)
15. ↑  "Hyperphysics (see Gamma-Rays". Hyperphysics.phy-astr.gsu.edu. Truy cập ngày 16 tháng 10 năm 2010.
16. ↑  "Advanced weapon systems using lethal Short-pulse terahertz radiation from high-intensity-laser-produced plasmas". India Daily. ngày 6 tháng 3 năm 2005. Bản gốc lưu trữ ngày 6 tháng 1 năm 2010. Truy cập ngày 27 tháng 9 năm 2010.